# باول ماكفي
باول ماكفي (بالإنجليزية: Paul McPhee)‏ هو فنان أمريكي، ولد في 1 مارس 1965.